# Villanueva de Gormaz
Villanueva de Gormaz ist eine kleine nordspanische Gemeinde (municipio) mit 8 Einwohnern (Stand: 2024) im Westen der Provinz Soria in der Autonomen Region Kastilien-León. Die Gemeinde gehört zur bevölkerungsarmen Serranía Celtibérica. Neben dem Hauptort Villanueva de Gormaz besteht die Gemeinde aus der Wüstung San Cibrián.

## Lage und Klima
Die Gemeinde Villanueva de Gormaz liegt in ca. 965 m knapp 60 km (Fahrtstrecke) westsüdwestlich von Soria. Das Klima ist gemäßigt bis warm; Regen (ca. 560 mm/Jahr) fällt überwiegend im Winterhalbjahr.

## Bevölkerungsentwicklung
| Jahr      | 1970 | 1981 | 1991 | 2001 | 2011 | 2021 |
| Einwohner | 81   | 30   | 21   | 18   | 9    | 8    |

## Sehenswürdigkeiten

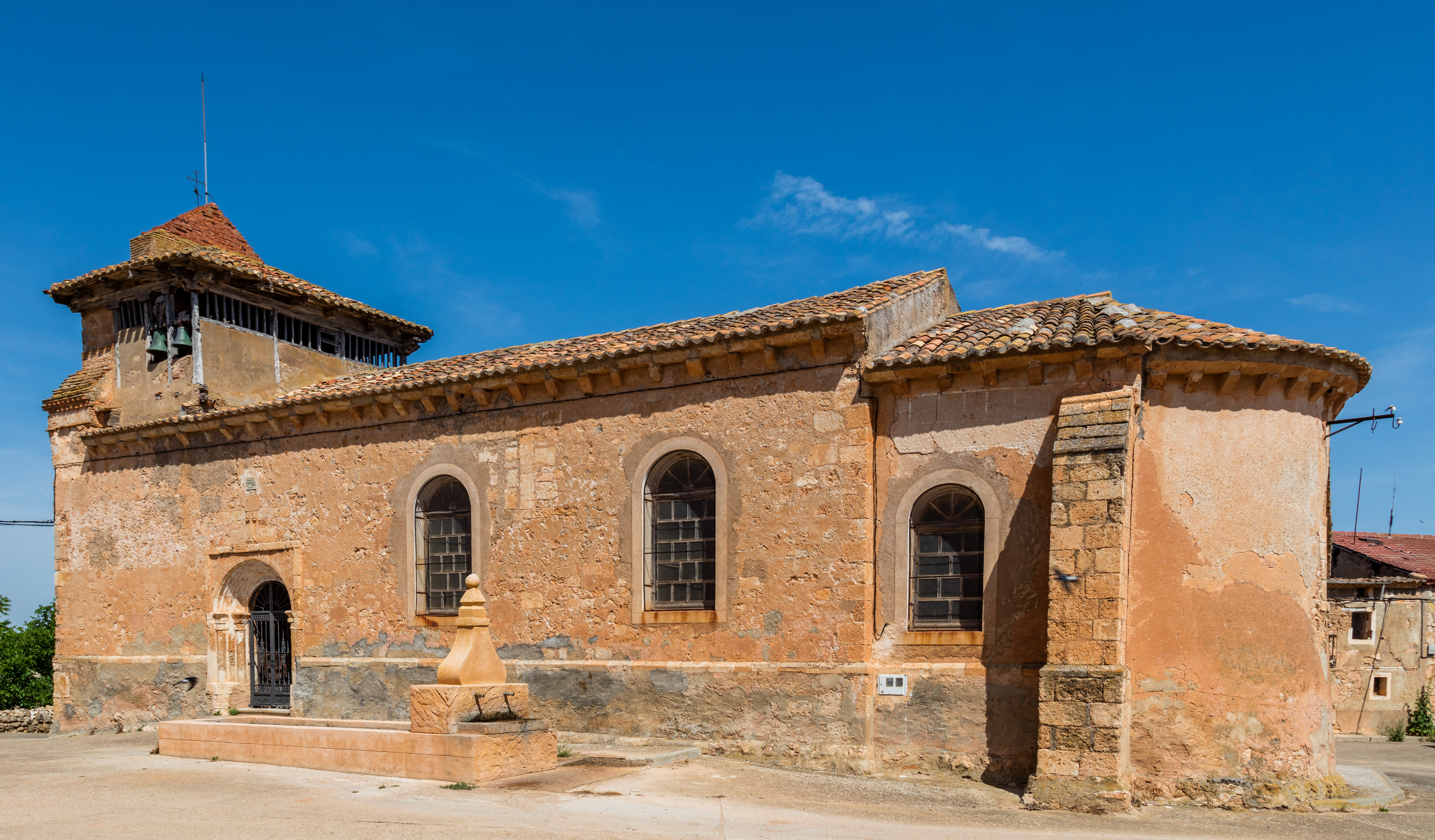
Peterskirche
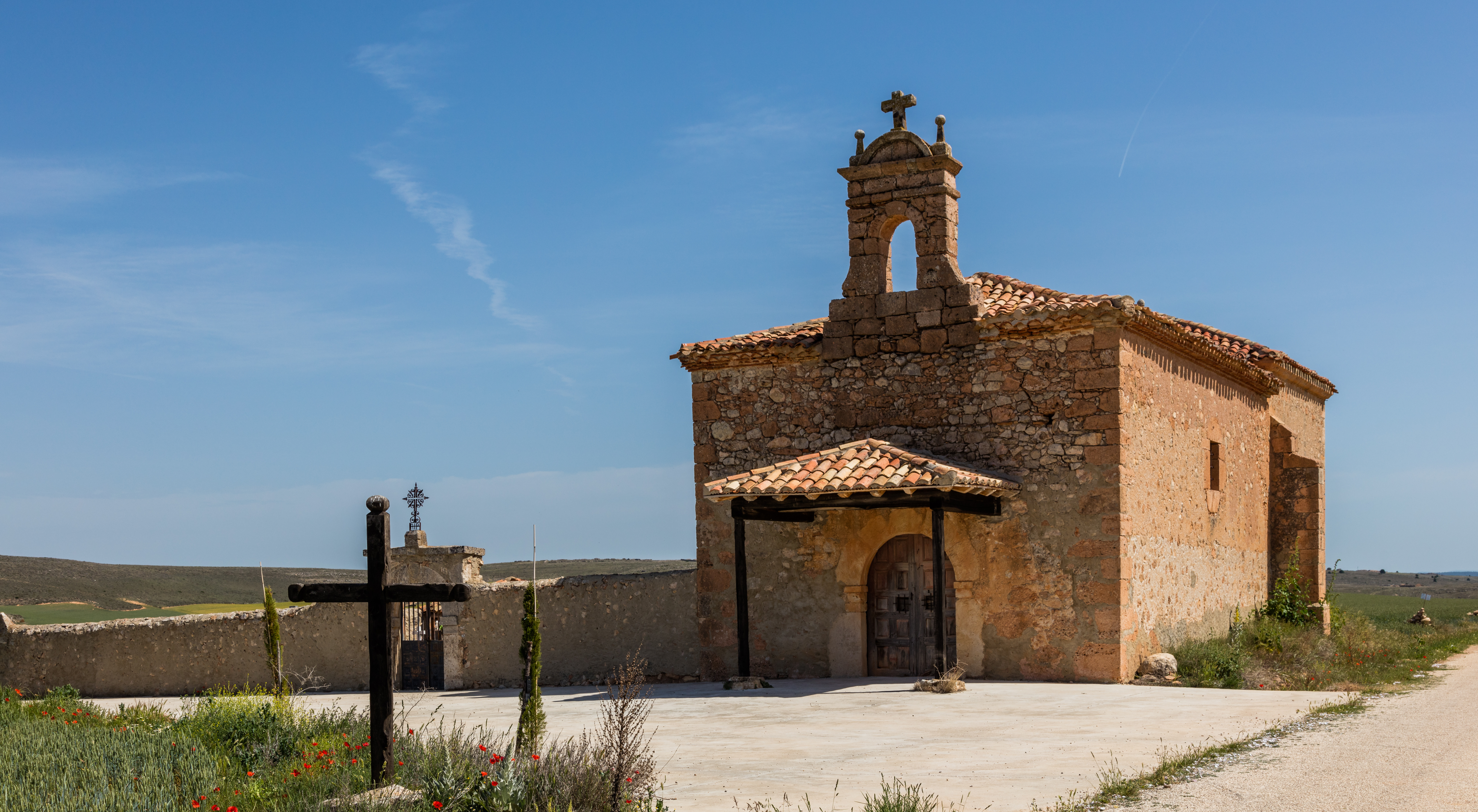
Christuskapelle

- Peterskirche
- Christuskapelle